# Jérémie
Jérémie, in creolo haitiano Jeremi, è un comune di Haiti, capoluogo dell'arrondissement omonimo nel dipartimento di Grand'Anse.